# Sherlee Skai
Sherly Débrosse, dite Sherlee Skai, est une chanteuse haïtienne de la diaspora, née  à Port-au-Prince, la capitale d'Haïti.
En 2017, elle sort son premier album titré "Toutouni" qui l'a révélée au grand public.
En 2023, son deuxième album Egzod est désigné meilleur album word par Ticket Magazine. Ses deux albums sont produits par le célèbre musicien haïtien, Dener Ceide.

## Biographie
Sherlee Skai est née à Port-au-Prince et elle a grandi  à  Martissant dans une famille protestante. Elle a été très tôt dans la chorale des enfants de son église puis celle des jeunes. C'est de la qu'est né tout son intéret pour la musique, en plus de cela, à son école, les activités culturelles  de chant et de danse étaient courantes. Après, elle se fait connaitre en participant à des concours de chant et des émissions télévisées très populaires  à l'époque comme "Solèy Sound System", "Miss Videomax", "Ticket Max académie".
Elle a fait toute sa scolarité dans cette capitale de Port-au-Prince, à Saint-Louis de Bourdon, avant d'intégrer plus tard, en 2006, la Faculté des Sciences Humaines (FASCH) de l'Université d'Etat d'Haiti. En cette période, elle participe  à la comédie musicale Starmania. Et, à la suite des bouleversements du pays, elle a tout laisse tombé, l'université et la comédie musicale, pour s'immigrer en 2006 aux États-Unis et c'est la qu'elle va poursuivre sa carrière musicale.
Arrivée aux Etats-Unis, elle a fait une mineure  en performance scénique  à Los Angeles City College dans la ville de Californie tout en continuant  à chanter  ,,.
Avec son premier et son second album, après avoir joué sur des scènes importantes  à l'international, elle a reconquis son pays natal avec une tournée dans diverses villes du pays ,,

## Engagements
Sherlee Skai, depuis 2016, à travers plusieurs structures comme l'organisation Haitian Bridge Alliance, lutte en faveur des migrants, notamment les migrants haïtiens, qui subissent le racisme et d'autres formes de discriminations. Ses premières musiques sur le territoire américain sont inspirées de ses combats et du constat de la situation difficile  de ces migrants. C'est ainsi qu'elle les aide, après leur arrivée aux États-Unis, afin de trouver du soutien financier ou un statut d'immigrant.
"Lorsque vous entendez les histoires de la jungle Le Darién, où des mères qui perdent leurs enfants dans les falaises, où des femmes sont violées et des pères tués devant leurs enfants ; cela reste ancré dans votre esprit" , 

## Discographie

### Albums studio
- 2017: Toutouni
- 2023: Egzod

### Singles studio
- 2013: ou manke m
- 2016: File m an kreyol
- 2022: M ap viv

## Distinction
- Meilleur album word 2023 par Ticket Magazine

## Reference
1. ↑  (en) « Sherlee Skai à nu . Le Nouvelliste », sur lenouvelliste.com (consulté le 7 janvier 2024)
2. ↑  (en) « Quand Sherlee Skai se met Toutouni . Le Nouvelliste », sur lenouvelliste.com (consulté le 7 janvier 2024)
3. ↑  (en) « « Egzòd » : le cri du cœur de Sherlee Skai . Le Nouvelliste », sur lenouvelliste.com (consulté le 7 janvier 2024)
4. 1 2  (en) « File Sherlee Skai an kreyòl... . Le Nouvelliste », sur lenouvelliste.com (consulté le 7 janvier 2024)
5. ↑  « Le retour de Sherlee Skai », sur www.culture509.com, 18 juillet 2011 (consulté le 7 janvier 2024)
6. 1 2  (en-US) Ed Rainer Sainvill, « Pleins Feux Sur : Sherlee Skai - Haiti Liberte », 12 janvier 2022 (consulté le 7 janvier 2024)
7. ↑  (en) « Fin de la 8e édition du Festival En Lisant . Le Nouvelliste », sur lenouvelliste.com (consulté le 7 janvier 2024)
8. ↑  (en) « PHOTOS | Clôture du festival "En Lisant" avec Sherlee Skai et Jo-J | Loop Haiti », sur Loop News (consulté le 7 janvier 2024)
9. ↑  ludwy, « La chanteuse Sherlee skai ou la reconquête de sa terre natale. », sur En Lisant festival de théâtre, 27 novembre 2023 (consulté le 7 janvier 2024)
10. ↑  « Koze kilti - Sherlee Skai, artiste pour les migrants », sur RFI, 2 décembre 2023 (consulté le 7 janvier 2024)
11. ↑  « Videyo | Sherlee Skai, yon vwa ki angaje l nan ede migran Ayisyen », sur AyiboPost, 26 juin 2023 (consulté le 7 janvier 2024)